# MIX (Microsoft)
MIX es una conferencia ofrecida anualmente por Microsoft enfocada a desarrolladores web y diseñadores sobre el uso de tecnologías nuevas de Microsoft y tendencias en el desarrollo de aplicaciones. La conferencia es ofrecida cada primavera en el Hotel Venetian en Las Vegas. además de conferencias técnicas sobre tecnologías Microsoft, MIX apoya fuertemente a los desarrolladores invitando a populares conferencistas de otras populares conferencias sobre diseño web, como la SXSW, y patrocina un concurso de diseño CSS cada año para promover la conferencia. Microsoft ha utilizado este evento para promocionar sus productos y herramientas de diseño web como Silverlight y Microsoft Expression Studio.

## MIX 06
MIX 06 se celebró del 20 de marzo al 22 de marzo de 2006. Se centró en el nuevo Internet Explorer 7 y WP (una parte llamada WPF / E más tarde conocida como Silverlight). Que incluyó una conferencia magistral por Bill Gates en la que dijo: "We need microformats" - "necesitamos microformatos".

## MIX 07
MIX 07 was held from April 30 to May 7 2007. The primary focus of the MIX 2007 was promoting Silverlight. The majority of the session content was focused on demonstrating Silverlight applications and the development tools used to build them. The main keynote, given by Scott Guthrie was also promoting Silverlight. Microsoft Expression Studio was also released to manufacturing thereafter.

### reMIX Events
Along with the main conference in Las Vegas, several reMIX events were held throughout 2007 in other cities. The reMIX conferences represented the sessions from MIX with different keynote speakers.

## MIX 08
MIX 08 Fue celebrado desde el 5 hasta el 7 de marzo de 2008. el primer beta de Microsoft Windows Internet Explorer 8 fue demostrado y contenía nuevas catacteristicas, incluyendo WebSlices y Activities.

## MIX 09
MIX 09 se celebró del 18 al 20 de marzo de 2009. La disponibilidad de la versión final de Internet Explorer 8 fue anunciada, así como la demostración de Silverlight 3 y los betas de Expression Blend 3.0.